# Cepphis approximata
Cepphis approximata là một loài bướm đêm trong họ Geometridae.